# Padú del Caribe
Хуан Чабая Лампе (известный под псевдонимом Padú del Caribe (Отец Карибов) или Tata di Cultura (Отец Культуры) (26 апреля 1920, на острове Аруба — 28 ноября 2019) — креольский музыкант, певец, художник, популярный на Нидерландских Антильских островах.
Автор слов национального Гимна Арубы, принятого и утвержденного 18 марта 1976 года. Первоначального песня «Аруба Души Тера» была написана им в 1952 году. Так как в Аруба официальным является нидерландский язык, для усиления национального самосознания слова гимна Паду Лампе написал на языке папьяменто. Много писал на испанском языке, в своё время был популярен в Венесуэле, Колумбии, США, Нидерландах.
Паду Лампе — первый на о. Аруба музыкант, которому удалось сделать профессиональные записи за рубежом (в США и Венесуэле). Кроме того, он был первым художником, успешно представившим и продающим свои картины на международных выставках и аукционах.